# 無敵怪醫K2
《無敵怪醫K2》是日本漫畫家真船一雄的醫療漫畫作品。醫療部分由原田知幸監修。本作描述《無敵怪醫》系列中《新無敵怪醫》完結5年後的世界。

## 登場人物

### 主要人物
Dr.K
本名「神代一人」，K一族的影之系譜的繼承者。與Dr.K長得極為相像，醫術也十分高明，原為無照密醫，後經由先代Dr.K之妹及先代Dr.K的友人協助下，取得厚生勞動大臣特例頒發的醫生執照，後繼承Dr.K的稱號，也承接了Dr.K的遺志，在找尋十把Dr.K的手術刀過程，一一完成Dr.K過去未完成的病案及創造新故事。
除了體格較為高瘦，眉毛較細外，乍看之下就與先代Dr.K極為相似。平時的服裝比較接近先代Dr.K的祖父一宗，與先代Dr.K一樣有著過人的體能與強悍的格鬥技巧。個性比先代Dr.K還要正經，看到電視劇中與現實醫療不同的娛樂性效果也難以接受。
黒須一也
先代Dr.K的複製人。本作的另一位主角。
小學時期就有了驚人的醫術洞察力與水準，之後在一人的培育下走上醫師之路，高中生時已有了足以獨當一面的醫療水準。
本該是生來即很短命的複製生物，但卻健康成長、生活，因此被複製器官組織視為「史上第一個完美複製人」，而成為該組織極力想獲得的獵物，為了其安全著想，因此離開母親麻純，到一人所住的村莊定居。
最初不知道自己的身世，在明白自己其實是先代Dr.K的複製人後曾受到打擊，不過在與先代Dr.K相關的人士見面後接受了這樣的事實。
初登場時是小學生，現在已進入帝都大學醫學系就讀。

### K的診療所
村井
神代家的管家。
在一人的母親過世、父親離家不知所終後代替他們開始教育一人醫術。
之後離開村莊加入複製器官的地下販賣組織，並曾盯上身為完美複製人的一也，但之後悔改並離開組織，回到村莊開始負責管理醫藥與研究再生技術，還負責協助教育一也醫術。
麻上夕紀
診療所的護士。原為鴨下醫院的護士，已有升格為護理長的的實績與資格，甚至和院長的兒子已有了婚約。但因為未婚夫造成的醫療事故導致病患身亡，更被對方把責任都推到她身上，在絕望下打算上山自殺時被一人所救。洗清罪名後離開醫院來到Dr.K的診療所擔任護士。
和久井讓介
與一也同年，在其高三時轉入一也就讀的高中，雖然出人頭地的意念很強，對支配他人也很有興趣、也會毫不留情的打壓敵對者，但同時也有著會救治受傷的鴿子、對虐童事件也會情緒激昂的溫柔一面。
心臟位於右側，非常的喜歡咖哩。
是Dr.TETSU從孤兒院收養的弟子，從Dr.TETSU那得知了一也的出生秘密，視一也如勁敵，在醫療知識與技術上卻輸給了一也而對他抱持敵意。不過在Dr.K的村莊中遭遇了腔室症候群的病患後開始對自己的人生道路感到疑惑與動搖。本來想和一也一起就讀帝都大學醫學系，但考試前卻因為在補習班上課時感染到軍團菌而無法考試、落選，本想於第二年時再考，卻在看見Dr.K救人的英姿而深受感動，欲拜對方為師而搖擺於恩師Dr.TETSU與Dr.K之間時被前者發現，Dr.TETSU於是將他託付給Dr.K後消失。
在村井管家的建言下有所自覺，開始自發的向Dr.K求教，也積極地奔走在村民之間努力的交流試圖克服自己的缺點。
和Dr.K一起生活一年後已明白自己該選擇怎樣的道路，還指責離開醫療第一線的一也沒有身為下一任Dr.K的自覺。之後在Dr.TETSU的促使下得知了親生母親的事，並知道異父弟弟急需親屬捐贈肝臟，而在隱瞞自己身分的情況下完成了捐肝的舉動。
神代一郎
「神代一人」的父親。疑似加入過複製人集團，之後似乎已經退出。
在針對一也的恐怖事件中，疑似先俄國政府一步搗毀本部。
對一也的成長經歷一直有在觀察，所以一也發生過的事幾乎都知道。
在日本各地流浪時，聽到有座破留島被稱為「不需要醫生的島」，對此真偽感到好奇。
因此前往島上調查，恰好前任醫師神津一友過世不久，於是便留在島上當醫師。

### 與前代Dr.K有關的人們
磯永KEI
先代Dr.K的妹妹，現與丈夫磯永育有一子「一巳」。
認為自己不足以繼承Dr.K的名號，而在發現一人的存在後決心令其成為兄長的繼承者。
黒須麻純
一也之母，原為先代Dr.K的未婚妻，擁有接觸患者便得知患者死期的能力。後藉由KAZUYA叔叔的複製人技術生下了一也。
在一也22歲時因為針對一也的恐怖攻擊而身亡。
Dr.TETSU
本名「真田徹郎」，視先代Dr.K為勁敵。就醫師水準而言也是少有的名醫，為了完成人類進化的理想而進行過多次非法實驗。
對繼承Dr.K的一人起初抱著敵視的態度，但在遭遇後認可了對方確實有繼承Dr.K名號的身手和意念。之後把注意力轉向KAZUYA的複製人一也，希望用自己罹癌末期的身體試煉他對安樂死的決心，但在一人強烈的意念下接受了新手術的治療後消失。
3年後再次出現，因為癌症反覆復發而只能靠著拐杖行動。並培養出讓介試圖引起一也的對抗心來改變一也，但看到讓介反而被感化後了解自己已無法再培育讓介，於是留下大筆資金給讓介並將其託付給一人後再度消失無蹤。
之後為了令讓介獲得真正的成長，於是花費不少時間與代價找到讓介的生母，知道讓介的異父弟需要肝臟移植後以此為要求使讓介出面捐贈肝臟，但代價是讓介的生母不得與讓介相認。
大垣蓮次
先代Dr.K的學長，現為帝都大學醫學部第一外科的教授。
在KAZUYA過世後回到大學任教，不改過去粗野的性格，指導學生時非常嚴格。
對一人是否有繼承Dr.K名號的能力提出疑問，並準備召開公聽會審視對方，但在看見其處理傷患的應對後改觀，之後為了應對諸多疑難雜症而與一人有多次的合作。
因為癌症探知犬的關係而發現罹患早期舌癌，後完治。
柳川慎一郎
先代Dr.K與大垣的恩師，前帝都大學醫學部的教授。
於一也陷入對自己的身世迷惘之際出面，引導一也走出心結。
磯永幸司
KEI的丈夫，先代Dr.K的學弟，擅長內視鏡手術。本作故事開始前已到美國留學。
回國期間希望一也能跟隨他前往美國，後來坦承自己是抱著想培育出下一位Dr.K的想法而有此提案。
七瀨惠美
KAZUYA的女性摯友，在1999年探望KAZUYA回程時車禍而半身不遂，是KAZUYA生前最後的手術患者。登場時是擁有CLS「Child Life Specialist」證照的小兒科醫師。

### 醫師
富永研太
西海大學自願派遣至無醫村的年輕醫生，有熱情衝勁，但醫術仍未成熟，將Dr.K當作努力的目標，守護著無醫村的村民。
在經歷父親腦瘤手術與父親患者的腦瘤手術後，決定離開大學醫院與一人所在的村莊，回到父親的醫院擔任醫生，並婉拒了世界移植醫療權威庫薩克博士的邀約。
一也在經歷喪母打擊後重新振作，第一個找上的就是富永，此時的富永已接任父親的院長職位。
氷室俊介
與一人出身於同一個村子的同級生，現在美國工作，發現了糖尿病遺傳因子而成為世界級知名的醫生。
為了治療外傷性白內障而回到一人住的村子。原本因為一人破除約定而拒絕讓一人治療，而後在一人隱瞞身份治療之後和解。
道尾忠夫
相馬有朋
刈矢俊一郎
寺井台助
富永進太郎
富永研太的父親，富永綜合醫院的院長。自身曾罹患腦瘤，見識到兒子的成長後本想讓他接手自己的醫院，但發覺到兒子仍記掛著赴任村莊的村民們而故意將他趕回去，並拜託一人照顧他。
在兒子成長到已不需要一人的照料也能獨立完成腦瘤手術後，接受兒子的回歸並讓他在自家醫院擔任醫師。之後選擇從院長職位退下並交給兒子，開始成立居家醫療部門擔任起上門醫師。
戶倉信茂
三浦佳治

### 與一也有關的人們
宮坂詩織
一也的高中同學，擅長刺繡，少數知道一也身世的一般人士，而後和一也共同踏上從醫之路
津島道夫
內野陽平
德光
中野貴則
深見武彥
緒形俊司
仙道安人
齊藤由貴
青山今日子
内田和歌子
諸田久好
中村憲司

### 其他
岡元
警視廳的刑警。外表肥胖。
妻子因無照密醫的胡亂診治而喪命，自此對醫療事故採取絕不容忍的態度，曾想逮捕當時尚未取得醫師執照的一人，但最後感受到對方身為醫師的使命與道德而放棄此行動，之後更有多次合作、互相協助的解決醫療案件。
冴草克之
從事違法的墮胎行為的醫師。常利用假髮與大衣來變裝。最後被一人與岡元聯手逮捕，被法院判決緩刑並撤銷醫師執照。
之後遭到刺殺險些喪命，被一人救回，為了償還人情而開始替他們調查複製器官的地下組織的情報。
竹宮穗波
岩崎敏郎
西尾友樹
島村益男
Dr.K（西城KAZUYA）
前作的主角。前任的Dr.K。先祖代代以來都是醫生，自己也是世界級的名醫。因為少年時期遭遇的核能事故而罹患癌症，最後於1999年病逝，享年36歲。帝都大學醫學部畢業。
在歷代的Dr.K中也是極為傑出的人物，在世界上有著顯著的影響力，死後也一直被病患所仰慕，也影響了身邊的伙伴仍不懈怠地在醫學界服務著。生前留下了以當時的醫學技術尚未能解決的十件病例，並以自己的手術刀當成信物，向這些病人表示將來定會有繼承Dr.K意志的人來解決這些疾病。

## 先代Dr.K遺留的10把手術刀
先代Dr.K所託付的10名必需治療的病患。不過自單行本第十五卷、第160話後就再未出現過剩下的手術刀。
No.1
心房中隔缺損
No.2
腦動脈瘤
No.3
狹心症，患者為小久保大助，曾經接前二代Dr.K的治療，持有一堡及k共2把手術刀，在40年前一堡醫師使用的是心臟繞道手術，而20年後，心臟的其他部位心血又發生狹窄，由K醫生實施血管氣球擴張術。K2以體外衝擊波碎石機對患者心臟實施衝擊，使狹窄血管周邊產生新的血管，成功的以不用動外科手術之方式，達成繞道之效果，並趁機教育富永及一也，醫師的存在，就是喚起人類原本就具有的治瘉能力，並助其一臂之力。術後患者主動向K2要一把手術刀，K2則拍拍一也的肩膀說，今後無論碰到多麼困難的疾病，繼承Dr.K遺志的人，一定會為你治療。
No.4
退化性膝關節炎、人工關節置換術、擴張性心肌症
No.5
後縦靱帯骨化症(OPLL)
No.6
未登場。
No.7
心房細動（心律不整）
No.8
糖尿病第1型，患者為川村良二，因患有先天性心臟病，無法以胰臟移植方式治療，故K將手術刀之刀刃折斷，等待不用手術刀的胰臟移植，其後K2以經酵素分離的內分泌細胞(專門分泌胰島素)移植成功。
No.9
副鼻腔内膿疱
No.10
未登場。

## 出版書籍
| 卷數 | 講談社         | 講談社                 | 東立出版社     | 東立出版社             |
| 卷數 | 發售日期       | ISBN                   | 發售日期       | ISBN                   |
| ---- | -------------- | ---------------------- | -------------- | ---------------------- |
| 1    | 2004年11月20日 | ISBN 4-06-352089-7     | 2005年11月11日 | ISBN 986-117-448-6     |
| 2    | 2005年5月21日  | ISBN 4-06-352110-9     | 2005年11月11日 | ISBN 986-117-449-4     |
| 3    | 2005年10月20日 | ISBN 4-06-352125-7     | 2006年1月23日  | ISBN 986-117-821-X     |
| 4    | 2006年4月21日  | ISBN 4-06-352145-1     | 2006年9月27日  | ISBN 986-118-477-5     |
| 5    | 2006年10月23日 | ISBN 4-06-352168-0     | 2007年3月15日  | ISBN 978-986-119-173-7 |
| 6    | 2007年4月23日  | ISBN 978-4-06-352183-2 | 2007年7月12日  | ISBN 978-986-119-976-4 |
| 7    | 2007年9月21日  | ISBN 978-4-06-352199-3 | 2008年1月11日  | ISBN 978-986-100-724-3 |
| 8    | 2008年2月22日  | ISBN 978-4-06-352212-9 | 2008年5月8日   | ISBN 978-986-101-476-0 |
| 9    | 2008年8月22日  | ISBN 978-4-06-352233-4 | 2008年10月23日 | ISBN 978-986-102-225-3 |
| 10   | 2009年3月23日  | ISBN 978-4-06-352255-6 | 2009年7月16日  | ISBN 978-986-103-539-0 |
| 11   | 2009年9月23日  | ISBN 978-4-06-352282-2 | 2010年1月20日  | ISBN 978-986-104-478-1 |
| 12   | 2010年2月23日  | ISBN 978-4-06-352298-3 | 2010年7月19日  | ISBN 978-986-105-360-8 |
| 13   | 2010年7月23日  | ISBN 978-4-06-352320-1 | 2011年1月6日   | ISBN 978-986-106-066-8 |
| 14   | 2011年1月21日  | ISBN 978-4-06-352333-1 | 2011年8月16日  | ISBN 978-986-106-825-1 |
| 15   | 2011年7月22日  | ISBN 978-4-06-352370-6 | 2012年2月16日  | ISBN 978-986-108-162-5 |
| 16   | 2011年12月22日 | ISBN 978-4-06-352393-5 | 2012年8月20日  | ISBN 978-986-109-218-8 |
| 17   | 2012年6月22日  | ISBN 978-4-06-352423-9 | 2102年12月3日  | ISBN 978-986-317-365-6 |
| 18   | 2012年12月21日 | ISBN 978-4-06-352446-8 | 2013年10月14日 | ISBN 978-986-324-561-2 |
| 19   | 2013年6月21日  | ISBN 978-4-06-352464-2 | 2014年5月9日   | ISBN 978-986-332-835-3 |
| 20   | 2013年11月22日 | ISBN 978-4-06-352486-4 | 2015年1月16日  | ISBN 978-986-337-772-6 |
| 21   | 2014年4月23日  | ISBN 978-4-06-354507-4 | 2015年7月23日  | ISBN 978-986-348-828-6 |
| 22   | 2014年9月22日  | ISBN 978-4-06-354530-2 | 2015年8月14日  | ISBN 978-986-365-863-4 |
| 23   | 2015年3月23日  | ISBN 978-4-06-354562-3 | 2016年3月1日   | ISBN 978-986-431-120-0 |
| 24   | 2015年9月23日  | ISBN 978-4-06-354589-0 | 2016年9月30日  | ISBN 978-986-462-216-0 |
| 25   | 2016年2月23日  | ISBN 978-4-06-354611-8 | 2016年12月22日 | ISBN 978-986-107-906-6 |
| 26   | 2016年7月22日  | ISBN 978-4-06-354631-6 | 2017年5月25日  | ISBN 978-986-470-689-1 |
| 27   | 2016年10月21日 | ISBN 978-4-06-354646-0 | 2017年7月6日   | ISBN 978-986-482-158-7 |
| 28   | 2017年3月23日  | ISBN 978-4-06-354661-3 | 2017年10月19日 | ISBN 978-986-486-045-6 |
| 29   | 2017年7月21日  | ISBN 978-4-06-354679-8 | 2018年4月26日  | ISBN 978-986-486-652-6 |
| 30   | 2017年11月21日 | ISBN 978-4-06-510411-8 | 2019年2月12日  | ISBN 978-957-26-0183-9 |
| 31   | 2018年4月23日  | ISBN 978-4-06-511254-0 | 2019年7月4日   | ISBN 978-957-26-1149-4 |
| 32   | 2018年9月21日  | ISBN 978-4-06-512855-8 | 2020年4月16日  | ISBN 978-957-26-2179-0 |
| 33   | 2019年1月23日  | ISBN 978-4-06-514165-6 | 2020年10月23日 | ISBN 978-957-26-2948-2 |
| 34   | 2019年5月23日  | ISBN 978-4-06-515406-9 | 2021年9月9日   | ISBN 978-957-26-3461-5 |
| 35   | 2019年10月23日 | ISBN 978-4-06-517336-7 | 2022年2月10日  | ISBN 978-957-26-4410-2 |
| 36   | 2020年3月23日  | ISBN 978-4-06-518861-3 | 2022年9月16日  | ISBN 978-957-26-6269-4 |
| 37   | 2020年7月20日  | ISBN 978-4-06-520140-4 | 2023年2月24日  | ISBN 978-957-26-6270-0 |
| 38   | 2020年12月23日 | ISBN 978-4-06-521699-6 | 2024年6月3日   | ISBN 978-957-26-6271-7 |
| 39   | 2021年4月23日  | ISBN 978-4-06-522971-2 |                |                        |
| 40   | 2021年9月22日  | ISBN 978-4-06-524739-6 |                |                        |
| 41   | 2022年1月21日  | ISBN 978-4-06-526538-3 |                |                        |
| 42   | 2022年6月22日  | ISBN 978-4-06-528093-5 |                |                        |
| 43   | 2022年10月21日 | ISBN 978-4-06-529743-8 |                |                        |
| 44   | 2023年2月21日  | ISBN 978-4-06-530873-8 |                |                        |
| 45   | 2023年7月21日  | ISBN 978-4-06-532638-1 |                |                        |
| 46   | 2023年12月21日 | ISBN 978-4-06-533859-9 |                |                        |
| 47   | 2024年5月22日  | ISBN 978-4-06-535379-0 |                |                        |
| 48   | 2024年10月22日 | ISBN 978-4-06-536890-9 |                |                        |
| 49   | 2025年3月21日  | ISBN 978-4-06-538795-5 |                |                        |
| 50   | 2025年6月23日  | ISBN 978-4-06-539732-9 |                |                        |

## 外部連結
- 漫畫官網 （页面存档备份，存于）（日語）